# 椎間孔
椎間孔（intervertebral foramen），又稱神經孔（neural foramina）是指在兩個脊椎骨之間形成的孔洞。
每兩個脊椎骨之間都會有一對椎間孔，脊神經、背根神經節、脊椎動脈、內外神經叢等多種解剖構造會由此穿出。椎間孔內存在韌帶結構，這些韌帶為孔的神經血管結構提供保護和組織作用。

## 外部連結
- Photo of model at Waynesburg College skeleton2/intervertebralforamen
- Diagram at emory.edu （页面存档备份，存于）
- Anatomy diagram: 06363.008-2 at Roche Lexicon - illustrated navigator, Elsevier

Template:Spine